# Папа Коптської православної церкви Александрії
Папа Коптської православної церкви Александрії є лідером Коптської православної церкви Александрії, віри з давніми християнськими коренями в Єгипті. На даний момент обіймає цю посаду Папа Тавадрос II, який був обраний 118-м папою 18 листопада 2012 року.
Слідуючи традиціям церкви, Папа є головою та главою Священного Синоду Коптського православного Александрійського патріархату, першим серед рівних. Священний Синод - це найвища влада в Александрійській Церкві, яка має від 12 до 18 років мільйони членів у всьому світі, від 10 до 14 мільйони з яких перебувають в Єгипті. Він формулює правила та норми стосовно питань організації, віри та порядку церкви. Папа також є головою Ради загальної конгрегації церкви.
Хоча історично пов'язана з містом Александрія, резиденція та місце перебування коптського православного папи Александрійського знаходиться в Каїрі з 1047 року. У даний час Папа знаходиться в коптському православному соборі Святого Марка, в приміщенні, що включає Патріарший палац, з додатковою резиденцією в монастирі Святого Пішоя.
Після смерті Шенуди III 17 березня 2012 року проголосував Священний Синод Коптської православної церкви. Імена трьох кандидатів, які набрали найбільше голосів, були покладені в скляну чашу. Тоді вибране ім’я стало новим патріархом Александрійським. Вважається, що ім'я вибрав "Божественний вибір" хлопчиком із зав'язаними очима. Вважається, що він керується рукою Бога.
Літургія вівтарного голосування відбулася 4 листопада 2012 року. 60-річний єпископ Тавадорос, допоміжний єпископ Бегейри, помічник митрополита Бехойри Пахомія, був обраний 118-м папою Александрійським. Потім він обрав ім’я Теодор II. Офіційно він був інтронований 18 листопада 2012 р.

## Історія
Рання християнська церква визнавала особливе значення кількох міст як провідників всесвітньої "католицької" (універсальної) церкви. Александрійська церква є одним із таких оригінальних патріархатів, але наступність ролі патріарха в Александрії досі залишається спірною після роз'єднання, яке відбулося після Халкідонського собору.
Пізніший розвиток Пентархії також дав світське визнання цим релігійним лідерам. Через цей розкол керівництво цієї церкви не є частиною цієї системи.
Члени церкви визнають її главу наступником Марка Євангеліста, якого вважають першим єпископом Александрії, який заснував Церкву в I столітті, а отже, поклав початок християнству в Африці.

## Офіційна назва
Лідер Коптської православної церкви Александрії відомий як папа Александрійський і Патріарх усієї Африки на Святому Престолі апостола Марка. Наступник святого євангеліста Марка, святого апостола і мученика на святому апостольському престолі великого міста Александрії.
Його повний титул:
- Папа та лорд Архиєпископ Великого міста Александрії та Патріарх всієї Африки на Святому Православному і Апостольському Престолі Святого Євангеліста і Святого Апостола Марка, тобто в Єгипті, Пентаполісі, Лівії, Нубії, Судані, Ефіопії, Еритреї та всій Африці.

Це:
- Папа та Лорд Архиєпископ Великої та Святої Митрополичої Александрійської Архиєпархії (Ракотіс), будучи:
  - Митрополит Священної, Великої та Стародавньої Митрополичої Александрійської архиєпархії (Ракотіс), до складу якої входять:
    - Велика і Стародавня Александрійська митрополія, що включає:
      - Суфраганська Свята єпархія Канопа (Абукір)
      - Суфраганська свята єпархія Менелая
      - Суфраганська Свята єпархія Схедії

  - Митрополит столичного провінції Великого Каїру у складі:
    - Каїрська Священна архиєпархія (Arcadia Ægypti), до якої входять:
      - Суфраганська Свята єпархія Сходу залізничного району в Каїрі
      - Суфраганська священна єпархія району Мейт-Гамр в Каїрі
      - Суфраганська священна єпархія Дар Ель Салам (Ірініполіс) у Каїрі
      - Суфраганська єпархія Геліополіса в Каїрі
      - Суфраганська священна єпархія Старого Каїру (Вавилон), Маніал та Фум Ель Каліг у Каїрі
      - Вікарій Святий Єпархія Ель Mataria, Айн Шамс, Езбет Ель Nakhl в Святий Митрополії Каїрі (Arcadia Aegypti)

  - Митрополит Архиєпархії Північної Америки, до складу якої входять:
    - Суфраганська священна єпархія Александрії та всієї Вірджинії, США
- Старійшина і головний митрополит Архиєпископ усіх єгипетських провінцій
- Предстоятель всього Єгипту, Пентаполіса, Лівії, Нубії та Судану
- Патріарх всієї Африки на Святому Престолі Святого Євангеліста Марка, Святого Апостола і Мученика.

Таким чином він вважається:
- Батько Отців.
- Пастух пастухів.
- Ієрарх усіх Ієрархів

Почесними званнями, що приписуються ієрарху Александрійського престолу, є:
- Стовп і захисник Святої, Католицької, Апостольської Церкви та Православної Віри.
- Декан Великої катехитичної богословської школи Александрії.
- Вселенський (універсальний) суддя (арбітр) Святої Апостольської та Католицької (Вселенської) Церкви.
- Тринадцятий серед святих апостолів.

## Єпископський титул

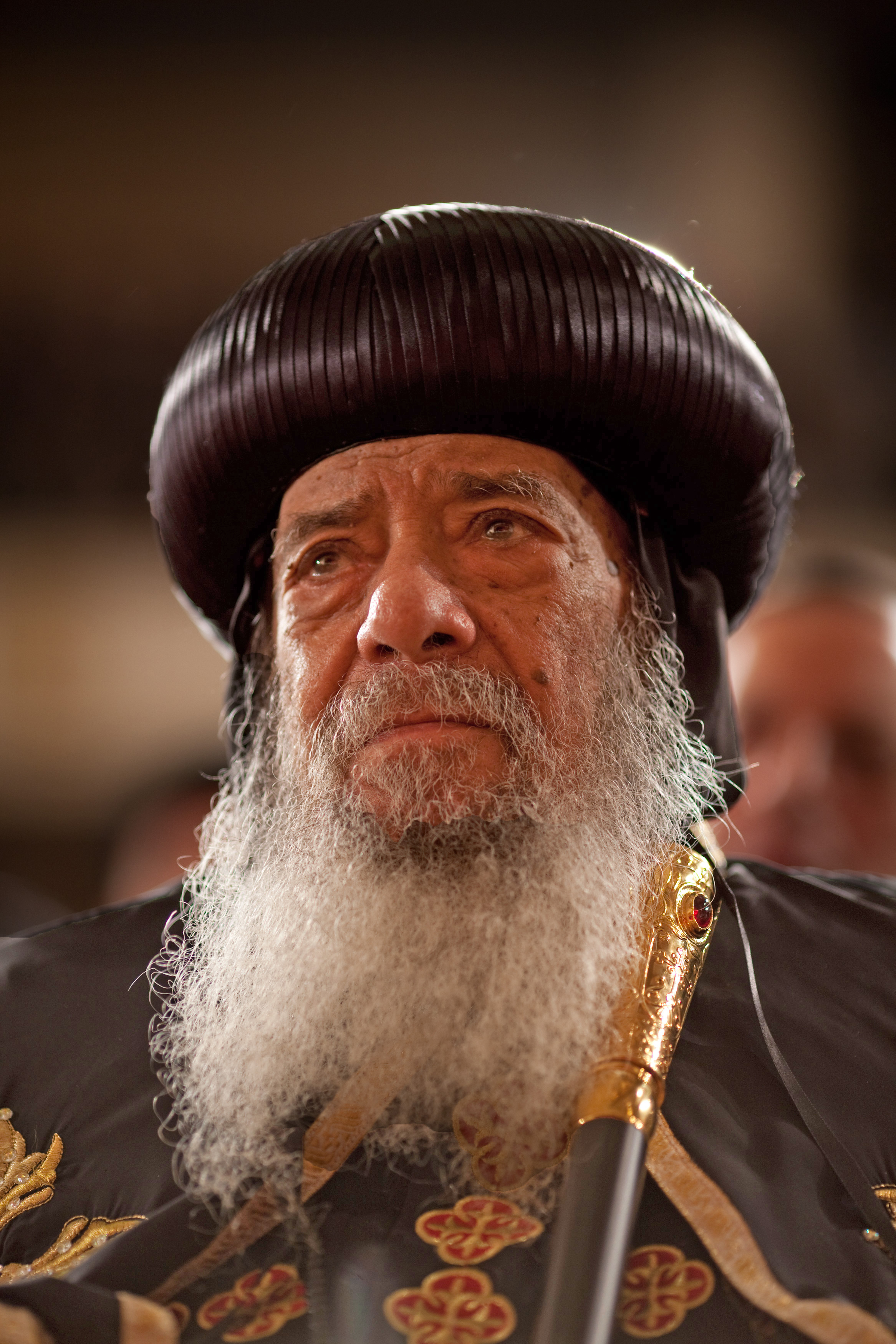
Папа Шенуда III, 117-й Папа Александрійський і Патріарх всієї Африки при Святому Апостольському Престолі Святого Марка

«Папа та лорд архиєпископ Великого міста Александрії та Патріарх всієї Африки на Святому Апостольському Святому Престолі Святого Євангеліста і Святого Апостола Марка».
Ім'я папи приписується єпископу Александрії ще з єпископату Геракла, тринадцятого єпископа Александрії. Все духовенство Александрії та Нижнього Єгипту вшанувало його апелятивом папас, що означає батько, як старший і старший єпископ серед усіх єпископів в межах єгипетської провінції, які перебувають під його юрисдикцією, за три століття до того, як це було прийнято  Римським єпископом Папою Іоанном I (523–526), який затвердив Александрійське обчислення дати Великодня. Присвоєння титулу римському понтифіку не позбавило його від Александрійського, і Римо-католицька церква визнає цей церковний факт.
Оскільки Александрія була столицею провінції, проповідницьким центром і місцем мученицької загибелі святого євангеліста і святого апостола Марка, титул «Папа Александрійський і Патріарх всієї Африки на святому престолі святого євангеліста і святого апостола Марка» Коротше відомий також як "Папа та Патріарх Александрійський та всієї Африки", це був єпископ Александрійський.
Заклик папи став визнаним титулом, але це не означало, що він представляв титул, інший або вищий за титул патріарха. Однак лише Александрійський патріарх має подвійний титул Папи та Патріарха серед орієнтальних православних та східних православних престолів.
Папа (копт. Ⲡⲁⲡⲁ   , papa) - це спеціальне позначення для архиєпископа Александрійського, патріарха Єгипту, та Престолу Святого Марка, чий титул безглуздого звучить, Papa Abba, Abba означає відданість усіх чернецтв, від Пентаполіса на Заході до Константинополя на Сході, під його керівництвом.
Історично ця канцелярія носила титул Папа, Батько в коптському часі, оскільки Папа Гераклей, 13-й Александрійський Патріарх (232–249 рр. Н. Е.) Вперше пов’язував цей титул за три століття до того, як його прийняв Іван I, єпископ Риму (523–526), який затвердив Александрійське обчислення дати Великодня. Присвоєння титулу римському понтифіку не позбавило його від Александрійського, і Римо-католицька церква це визнає.  З точки зору римо-католиків, цей титул не має того самого значення, що і римський єпископ, який був єдиним предстоятелем на Заході, якому на початку V століття був присвоєний титул Папи Римського. Римський католицький папа вважається Верховним понтифіком, який обіймає посаду Римського Престолу (є одним із наступників Святого Петра). З іншого боку, як орієнтальні православні, так і Східна православна церква відповідають, що їхні глави рівні з Римом, а також зазначають, що Рим вже занадто відступив від свого початкового розуміння.
Римсько-католицька церква вважає, що Римський Папа Римський посідає вище за чотирьох інших пап та патріархів головних апостольських престолів (Александрія, Константинополь, Антіохія та Єрусалим). Ця точка зору не приймається Коптською православною церквою.
Титульний патріарх означає голову або вождя племені або громади. По-церковному це означає голову отців (єпископів) та їхній збір вірних. Цей титул історично відомий як «Александрійський патріарх та всієї Африки на Святому Апостольському Престолі святого Євангеліста Марка », тобто «Александрійський та всієї Африки». Титул «патріарх» вперше був використаний приблизно в часи Третього Вселенського собору в Ефесі, скликаного в 431 р. Н. Е. І затвердженого в Халкідоні в 451 р. Н. Е.
Александрійський єпископ також має титул архиєпископа. Це природний юрисдикційний титул церковної гідності Александрійського єпископа. Правлячи як митрополит, єпископ митрополії (тобто Александрія), мала юрисдикцію над римськими провінціями Єгипту (Нижній Єгипет I і II, Аркадія Æгіпті, Верхній Єгипет I і II (він же Тебаї Прима та Тебаї Секунда), Пентаполіс, Лівія та Нубія, які на той час були масштабами "єгипетські провінції" в межах Римської імперії. Як встановив Перший Вселенський Собор Нікеї 325 р. Н. Е., Юрисдикція Александрійського Архиєпископату охоплювала вищезазначені провінції.
Але з часу загибелі латинського (римського) північноафриканського архиєпископату Карфаген (який охопив всю Північну та Західну Африку, крім Єгипту, Пентаполіса та Лівії) у 8 столітті, Александрія стала єдиним апостольським троном на всьому континенті Африки. Історична євангелізація апостольського престолу Александрії в Африці, крім Єгипту, Пентаполіса, Лівії, Нубії та Судану, поширюється на:
Ефіопія:
Він складав головну архиєпархію Александрійської церкви, якою завжди керував єгипетський патріарший вікарій в сані архиєпископа, а Ефіопська церква називала Абуне Саламу. До 1929 року Александрійський престол дозволив ефіопському духовенству брати участь у керуванні власною Церквою, а перший корінний ефіопський архиєпископ був поставлений на престол у 1930 році (таким чином ставши автономною церквою).
У 1959 р. Між Ефіопським Священним Синодом та Александрійським престолом було досягнуто домовленості про створення своїх патріархів- католикосів у перехідний період. Ефіопський архиєпископ висвячений в предстоятеля Ефіопською Православної Церкви спині в 1950 році був зведений в коптської православної Папи Александрійського Йосипа II в Каїрі і сидить в Аддіс - Абебі членами ефіопської Священного Синоду і в Александрійської делегації. Перший прелат, Абун Василій I (1959–1971), патріарх-католикос Аддис-Абеби та всієї Ефіопії, був висвячений і престолом в 1959 році папою Кирилом VI Александрійським.
Абуне Паулос I став 5-м патріархом Аддіс-Абебського патріархату та всієї Ефіопії в 1992 році. Це відбулося після патріархатів Абуне Теофіла I (1971–1979) (позбавлених неканонічним чином у 1976 році, відправлених до в’язниці та вбитих у в’язниці в 1979 році)  Aboune Текле Hemanote I (1976-1988) (який був обраний в неканонічною формі під тиском тодішнього комуністичного уряду замінити його попередника) і Abouna Mercurios I (1988-1991), (який пішов у відставку під тиск через звинувачення у співпраці з комуністичним режимом (Дерег) Менгісту і який зараз живе в самовигнанні в Кенії).
Абуне Паулос I просив від Александрійського престолу повної незалежності свого патріархату. Патріархат Аддис-Абеби та всієї Ефіопії отримали незалежність у 1994 році Папою Шенудою III та Александрійським патріархом, зробивши Аддіс-Абебський патріархат та всю Ефіопію незалежними ієрархічно та юрисдикційно " автокефальними патріархатами".
Еритрея:
Чий власний прелат, Абуне Філіпос I (1998–2002), Патріарх Асмарського та всієї Еритреї, був висвячений та престолом у травні 1998 року Папою Папою Шенудою III та Александрійським Патріархом. Це зробило новий Асмарський патріархат та всю Еритрею ієрархічно та юрисдикційно незалежним " автокефальним патріархатом". Нинішній прелат, Абуне Антоній I (2004– ), є третім патріархом Асмари та всієї Еритреї, який став наступником Якова I (2003–2004), другим патріархом Асмари та всієї Еритреї. Однак у січні 2006 року він був неканонічно скинутий, замінивши його Абуне Дискоросом I. Однак ця акція не схвалена Александрійським престолом і досі перебуває в дискусії.
Патріархат Аддис-Абеби та всієї Ефіопії, а також Патріархат Асмари та вся Еритрея є дочірніми церквами Святого Апостольського Патріархату Александрії.
На додаток до вищезазначеного, країни Уганди, Кенії, Танзанії, Замбії, Зімбабве, Конго, Камеруну, Нігерії, Гани, Ботсвани, Малаві, Анголи, Намібії та Південної Африки перебувають під юрисдикцією та євангелізацією Александрійського трону.

### Почесні звання
Декан Великої катехитичної богословської школи Александрії: це звичний титул, який багато Александрійських патріархів носили ще з часів єпископату святого Юста (6-го єпископа Александрійського), і який нещодавно був відроджений Папою Шенудою III.
Вселенський суддя Святої Апостольської та Православної Церкви Божої:
Це був титул, присвоєний святому Александру I (19-му архиєпископу Александрійському), на честь канонічних обов'язків, покладених на Александрівських Предстоятелів, визначити дату Пасхи та передати церковні листи-сповіщення всім Ієрархіям Вселенської Церкви, разом з Пасхальною енциклікою. Про це було офіційно погоджено та затверджено на Вселенському Першому Соборі в Нікеї (325 р. Н. Е.).
Тринадцятий серед святих апостолів:
Цей титул був присвоєний Афанасію I (20-му Александрійському архиєпископу) на честь його апостольського непокори проти єресей, особливо аріанської єресі. Він був п'ять разів засланий до остаточної перемоги над ними. Він відомий як "Апостольський", що означає, що він досяг рівня святих апостолів.
Стовп і захисник Святої Католицької Церкви і православної доктрини:
Цей титул був присвоєний святому Кирилу I, Великому (24-й Александрійський архиєпископ), на згадку про його захист від несторіанської єресі та захист титулу " Богородиці ", який приписується Діві Марії.
Усі ці ієрархічні та почесні титули були присвоєні єпископу, який займає Александрійський святий апостольський престол.

## Історична еволюція церковного титулу

### Єпископ
Глава Александрійської церкви був відомий як єпископ Александрійський ще з часів святого Ананія, першого єпископа Александрійського, якого висвятив святий Євангеліст і святий апостол Марк, де останній проповідував і благовістив у місті Александрії. Титул залишався просто єпископом, поки Церква не зросла всередині і по всій єгипетській провінції, і багато єпископів були освячені для новозаснованих парафій у всіх містах.
Александрійський єпископ, будучи наступником першого єпископа, того, кого вперше освятив святий Марко, був удостоєний іншими єпископами першим серед рівних (Primus inter Pares) як засіб церковного ієрархічного визнання та організації. Це було на додаток до відповідної почесної гідності, що було обумовлено тим, що він був старшим єпископом головного мегаполісу провінції Александрія, будучи також столицею та головним портом провінції.

### Архиєпископ
Цю честь удостоїли, зробивши старшого єпископа архиєпископом, таким чином головуючи з почесним гідністю над усіма Александрійськими та єгипетськими єпископами. Так було і з іншими провінціями Римської імперії на Сході та Заході (Рим, Антіохія, Єрусалим, Ефес, Кесарія, Едеса, Селевкія та багато інших великих митрополій), як єпископи цих великих міст, так і ті, що головували в церкви, які вперше були створені в межах регіону, стали називатися архиєпископами.

### Папа
Слово папа походить від грецького πάππας, що означає «батько». Вперше цей титул прийняли Александрійські патріархи задовго до того, як його прийняли єпископи Риму. Насправді першою людиною, яка, як відомо, носив титул папи, був Александрійський архиєпископ, папа Гераклей (232–249 рр. Н. Е.), 13-й Александрійський архиєпископ.
Перший запис в історії терміна "папа" закріплений за папою Гераклом Александрійським у листі, написаному римським єпископом Діонісієм до Філімона:
що перекладається на:
Папа був спеціальним призначенням для архиєпископа Александрійського, Патріарха всієї Африки на Престолі Святого Марка, церковний титул якого є "Папа Абба". Абба виступає за відданість усіх чернецтв, від Пентаполіса на Заході до Константинополя в Схід, під його керівництвом. Абба - це найпотужніше позначення, щоб усі ченці на Сході добровільно наслідували його духовний авторитет.
Карфагенський єпископ також був відомий як папа в кінці 2-го і на початку 3-го століть, найімовірніше, взятий з Александрії або із загальної традиції Пентаполіса (під юрисдикцією Александрії), оскільки досить часто називали старшого єпископа Александрії та старшого Єпископ Пентаполіса (який був другим за значенням і командою після Александрійського єпископа і відомий як Старійшина Пентаполіса) папас.
Важко встановити особу першого єпископа Риму, який носив титул Римського папи. Деякі джерела припускають, що це був папа Марцелін (помер у 304 р. Н. Е.)  той час як інші джерела припускають, що це сталося лише в 6 столітті, а папа Іван І (523–526 рр. Н. Е.) Першим прийняв цей титул. Присвоєння титулу римському понтифіку не позбавило його від Александрійського, і Римо-католицька церква це визнає.
З VI століття імператорська канцелярія Константинополя зазвичай зберігала це позначення для єпископа Риму. З початку VI століття він почав обмежуватися на Заході Римським єпископом, що було твердо в 11 столітті, коли Папа Григорій VII оголосив, що він зарезервований для Римського Єпископа.

### Патріарх
Між Третім Вселенським Собором в Ефесі (431 р. Н. Е.) І Четвертим Вселенським Собором Халкідону (451 р. Н. Е.) Архиєпископи Східної та Західної Римської імперій (тобто архиєпископи Александрії, Антіохії, Риму, Константинополя та Єрусалиму, також відомі як архиєпископи древніх апостольських престолів), отримали титул патріарха. Ці титули були затверджені на Четвертому Вселенському соборі в Халкідоні (451 р. Н. Е.), І відтепер в історичному плані були відомі як Стародавні патріархати Святої Католицької та Апостольської Православної Церкви або як Пентархія.
Александрійський єпископ спочатку був відомий як Александрійський єпископ. Пізніше, завдяки важливості та гідності Александрії як головного християнського центру та як Стародавнього Апостольського Престолу, і крім того, що Александрійський єпископ є наступником першого єпископа на Александрійському Престолі, йому було надано титул архиєпископа до кінця 3 ст. Його вже називали александрійські священнослужителі та всі єгипетські єпископи papas, починаючи з середини III століття.
До середини V століття титул патріарха був присвоєний усім основним апостольським престолам Святої Католицької, Апостольської та Православної Церкви (ратифікований Четвертим Вселенським Собором Халкидону в 451 р. Н. Е.). Під цим титулом це означало, що ці патріархати мають географічну юрисдикцію, виходячи або з обсягу (домену) природних кордонів своїх провінцій, або відповідно до встановлених Церковними Вселенськими Радами та / або Церковними традиціями.
Пізніше, між V і VII століттями, найменування «папас» або «папа» стало якимось титулом поряд з архиєпископськими та патріаршими титулами єпископа Александрії. Однак це не означало, що титул "папи" позначав вищу ієрархічну чи церковну гідність або сан, ніж титул і чин "патріарха", присвоєний Александрійському єпископу.

## Політика щодо розширення душпастирської опіки
Патріарші делегати, відомі як "Патріарші екзархи", призначені для районів, що знаходяться поза межами регіону канонічної юрисдикції єпископа Александрії або будь-якого іншого престолу, який встановив межі юрисдикції.
Таким чином, апостольські екзархати не суперечать канонічним законам Церкви, але вважаються «посольствами Александрійського патріархату», а не «юрисдикційними єпархіями» поза визначеною канонічною юрисдикцією.

## Юрисдикція

### Адміністративний поділ
- 9 митроплій, з яких 6 митрполій знаходяться в Єгипті, 1 мегаполіс знаходиться в інших місцях на Близькому Сході і 2 мегаполіси знаходяться в Європі; обслуговується 3 митрополитими архиєпископами, 4 митрополитими єпископами і 1 митрополією у Великій Британії; з 8 ієрархів 1 митрополит знаходиться на Близькому Сході, 3 у столичних архиєпископах знаходяться в Єгипті та 1 митрополит знаходиться у Великій Британії, тоді як всі 4 митрополичі є в Єгипті; один мегаполіс у Франції залишається вакантним.
- 63 єпархії з 46 єпархіальними єпископами знаходяться в Єгипті, 7 єпархіальних єпископів знаходяться в Європі, 3 єпархіальні єпископи знаходяться в Північній Америці, 2 єпархіальні єпископи знаходяться в Південній Америці, 2 єпархіальні єпископи знаходяться в Судані та 2 єпархіальні єпископи знаходяться в Австралії.
- 2 суфраганські єпархії, з 1 єпископом-суфраганом у Європі та 1 єпископом-суфраганом у Північній Америці.
- 1 єпископ-помічник для 1 єпархії в Єгипті.
- 6 помічників єпископів в Єгипті для 6 єпархій суфраганів в межах архиєпархії під юрисдикцією папи.
- 6 патріарших екзархатів, з 2 патріаршими екзархами в Північній Америці, 2 патріаршими екзархами в Європі та 2 патріаршими екзархами в Африці.
- 11 єпископів-настоятелів для 10 патріарших монастирів в Єгипті та 1 патріаршого монастиря в Австралії.
- 3 генеральних єпископи, патріарший емісар в цілому в Єгипті та за кордоном
- 4 загальних єпископи, адміністратори патріарших установ в Єгипті.
- 1 хорбіскоп без портфеля.
- 1 ігумен у ролі великого економу, патріарший вікарій для Александрії.
- 1 ігумен як адміністративно-патріарший вікарій Каїру.

## Патріарші вибори
До 1928 р. Патріарші вибори проводились згідно з усними та письмовими церковними традиціями. Патріарші вибори 1928 р. Були першими в сучасній історії, які застосували письмові підзаконні акти. Вибори 1928, 1942 та 1946 рр. Надихнули суперечки протистоянням відносно молодих ченців проти старших, досвідченіших єпископів. Прихильники кожної групи стверджували, що іншу слід дискваліфікувати: прихильники молодших ченців стверджували, що єпископи були пожиттєво обручені зі своїми єпархіями і що їх обрання до патріархату призведе до неприродного розлучення єпископа та єпархії, тоді як єпископи «партизани заперечували, що єпископ може продовжувати надавати єпархіальну пастирську допомогу з апостольського престолу, зауважуючи, що пастирський досвід більш досвідчених єпископів буде необхідним для патріархату всієї церкви; вони також зазначили, що патріархи будь-якої іншої апостольської церкви, наприклад грецької, російської та католицької церков, майже завжди були єпископами або абатами до виборів.
Врешті-решт ця суперечка призвела до розробки нового підзаконного акта в 1957 році. У підзаконних актах зазначено, що кандидатом на обрання до Апостольського престолу Александрії повинен бути чоловік щонайменше 40 років і повинен бути ченцем, що має щонайменше 15 років монастирської служби (оскільки коптські єпископи завжди входять до лав ченці), але він може бути будь-якого церковного звання: монах, ієромонах (монах священик або монах протоієрей), настоятель або єпископ.
Потенційний кандидат, який відповідає вимогам нормативно-правових актів, повинен бути схвалений шістьма єпископами або дванадцятьма з 24 членів Генеральної мирянської ради Церкви, керівного органу церкви, що складається переважно з мирян, обраних конгрегацією строком на п'ять років. Потім комітет з висунення кандидатур створюється дев’ятьма єпископами, призначеними Священним Синодом, та дев’ятьма неспеціалістами, обраними Генеральною Радою Громади. Комітет з висунення кандидатур, який очолює патріарх locum tenens, звужує поле кандидатів до групи з п’яти чи семи. Потім кожна єпархія вносить до Виборчого коледжу дванадцять виборців; їх кількість збільшується членами Священного Синоду Коптської православної церкви, Генеральної ради громади, коптськими православними політичними лідерами та журналістами та посланцями Ефіопської православної церкви. Голосування Колегії виборців призводить до рейтингу решти п'яти чи семи кандидатів, і три кандидати з найвищим рейтингом просуваються до завершальної стадії процесу відбору.
Ім'я кожного кандидата записано на листку паперу у коробці, розміщеній на вівтарі собору Святого Марка в Каїрі під час недільної євхаристійної літургії, яку очолює locum tenens на престолі і в якій беруть участь усі члени Священного Синоду, Рада Генеральної Конгрегації та миряни. Потім п’ятирічна дитина, обрана із збору, витягує зі скриньки папірець, невидимий зір; назва, яку він носить, визначає наступного Патріарха.
Три останні коптські папи були обрані таким чином: Кирило VI в 1959 році, Шенуда III у 1971 році та Тавадрос II у 2012 році.

## Папські обов’язки
Обов'язки коптського православного папи, крім його єпархіальних обов'язків, такі:
- Направляти коптську православну церкву Александрії відповідно до православної віри.
- Керувати різними єпархіями, що перебувають під його юрисдикцією, та висувати кандидатів на єпископські посади.
- Висвячувати єпископів для різних єпархій чи єпископств, підносити єпископів до митрополичої гідності та освячувати та інтронувати Патріархів для дочірніх автономних або автокефальних церков Александрійської Церкви.
- Будучи першим серед рівних серед єпископів Александрійської церкви, він очолює всі питання міжорганізації серед усіх єпархій.
- Будучи Головою Вищого церковного суду, він діє як Верховний суддя з усіх питань церковної дисципліни із схвалення Священного Синоду.
- Головувати у Священному Синоді Александрійської Церкви першим серед рівних.
- Поширювати місії проповідування християнства в різних куточках світу.
- Канонізувати святих через затвердження Священного Синоду. Вимога коптської православної віри полягає в тому, що від смерті святого до канонізації має пройти щонайменше 50 років.
- Зведення та освячення нових єпархій та церков, а також зведення нових або відродження старих монастирів та утримання монастирських громад. За папства папи Шенуди III було створено багато нових коптських православних церков у Північній Америці, Європі, Австралії, Африці на південь від Сахари та в інших місцях.